# Amplicincia walkeri
Amplicincia walkeri là một loài bướm đêm thuộc phân họ Arctiinae, họ Erebidae.